# Hisham Sulliman
Hisham Fadel Sulliman (arabisch هشام فضل سليمان, hebräisch הישאם סלימאן; * 28. Februar 1978 in Nazareth) ist ein israelischer Schauspieler arabisch-palästinensischer Abstammung.

## Leben und Karriere
Sulliman wuchs in Nazareth in einer palästinensisch-arabischen muslimischen Familie auf. 1997 zog er nach Tel Aviv, um am Yoram Loewenstein Performing Arts Studio Schauspiel zu studieren. 
2007 gründete Sulliman das Fringe-Theater und engagierte sich in verschiedenen Theaterproduktionen, unter anderem im Al-Midan- und El-Hakawati-Theater. International erlangte er Bekanntheit durch seine Rolle als Taufiq Hammed in der Serie Fauda. Zudem spielte er im Film Bethlehem mit. 2021 wurde er für die Serie Das Mädchen aus Oslo gecastet.
Sulliman ist mit der Schauspielerin Rahik Haj Yahi verheiratet. Das Paar hat drei Kinder.

## Filmografie (Auswahl)
Filme
- 2005: München
- 2007: The Little Traitor
- 2013: Bethlehem
- 2013: Stay Alive
- 2016: Last Band in Lebanon
- 2016: Wounded Land

Serien
- 2008: Ha-Chaim Ze Lo Hacol
- 2012: Homeland
- 2015: Fauda
- 2015: A Good Family
- 2021: Das Mädchen aus Oslo
- 2021–2022: The Beauty Queen of Jerusalem